# Brita Koivunen
Brita Koivunen-Einiö (31 de agosto de 1931 - 12 de abril de 2014) fue una cantante schlager finlandesa. Algunas de sus canciones más famosas incluyen "Suklaasydän", "Sävel rakkauden" y "Mamma, tuo mies minua tuijottaa", todos de la década de 1950.
Durante su carrera, Koivunen vendió 100.000 discos certificados, lo que la coloca entre las 50 solistas femeninas más vendidas en Finlandia.
Durante la década de 1990, todavía formaba un trío con Pirkko Mannola y Vieno Kekkonen. Se retiró en 2005 y fue reemplazada por Marjatta Leppänen. En 2006, quedó viuda del productor musical Paavo Einiö, su esposo de más de 50 años. Ella murió el 12 de abril de 2014 por causas naturales a la edad de 82 años.